# Avblåsning
Avblåsning är domarens signal för att avbryta eller avsluta spelet under en match i fotboll eller liknande idrott. Signalen utförs ofta med hjälp av en visselpipa. Ordet avblåsning finns i svensk skrift sedan 1918.

## Olika idrotter

### Fotboll
I fotboll skiljer man ett antal olika avblåsningar:
- Vid matchslut – efter 90 minuters spel, eller eventuell förlängning.

- Vid halvtidspaus – efter 45 minuters effektivt spel, då avblåsningen inleder en 15 minuter lång halvtidsvila. I samband med en matchförlängning på två gånger 15 minuter sker också ern avblåsning i samband med lagens sidbyte.

- Vid fri- eller straffspark – efter en regelöverträdelse som ger fri-[2] eller straffpark, beroende på var på planen överträdelsen sker.
- När bollen hamnar utanför planen – då sker avblåsning för att förbereda inkast (om bollen passerat sidlinjen) eller hörnspark (om det försvarande laget rört bollen sist, innan den passerat kortlinjen).
- Vid mål – när ett av lagen gjort ett mål.

### Handboll
En särskild variant av avblåsning sker i handboll. Detta är den tillfälliga avblåsningen under en timeout, inför straffkast och frikast.

## Andra betydelser
Avblåsning är också det ord som använd(s) när en stins ger signal om avgående tåg.
Abpiff! (tyska för 'avblåsning') var en tysk kampanj från 2006.